# One Wild Night
Singles de Bon Jovi
Thank You For Loving Me
(2000) Everyday
(2002)
Clip vidéo
[vidéo] « One Wild Night », sur YouTube
One Wild Night est une chanson du groupe de rock américain Bon Jovi, initialement sortie en 2000 sur leur septième album studio, Crush.
Une nouvelle version est ensuite incluse dans l'album live One Wild Night Live 1985–2001 paru le 22 mai 2001. Le 30 avril 2001, environ trois semaines avant la sortie de l'album, cette nouvelle version de la chanson a été publiée en single.
Au Royaume-Uni, le single a débuté à la 10e position du classement national et la 1re du classement rock (dans la semaine du 13 au 19 mai),.